# Segona Divisió
La Segona Divisió è la seconda serie calcistica andorrana, che si colloca al secondo livello del sistema del campionato andorrano di calcio ed è gestita dalla Federació Andorrana de Futbol (FAF), creata nel 1994. Il campionato si disputa ufficialmente dalla stagione 1999-00.

## Formula
Le sei squadre della lega si affrontano fra di loro in un girone all'italiana per in totale di quattro volte. Al termine delle venti giornate previste, la prima classificata viene promossa in Primera Divisió, mentre la seconda accede ad uno spareggio con la penultima di prima divisione per un ulteriore posto in massima serie.

## Partecipanti 2024-2025
- Atlètic Amèrica
- Atlètic Escaldes B
- Carroi
- City Escaldes
- Rànger's B
- UE Santa Coloma B

## Albo d'oro
- 1999-2000:  Lusitans (1º)
- 2000-2001:  Rànger's (1º)
- 2001-2002:  Racing d'Andorra (1º)[1]
- 2002-2003:  Engordany (1º)
- 2003-2004:  Atlètic Escaldes (1º)
- 2004-2005:  FC Santa Coloma B (1º)[2]
- 2005-2006:  Encamp (1º)
- 2006-2007:  Casa del Benfica (1º)
- 2007-2008:  UE Santa Coloma (1º)
- 2008-2009:  Encamp (2º)
- 2009-2010:  Casa del Benfica (2º)

- 2010-2011:  Lusitans B (1º)[3]
- 2011-2012:  Encamp (3º)
- 2012-2013:  Ordino (1º)
- 2013-2014:  Engordany (2º)
- 2014-2015:  Penya Encarnada (1º)
- 2015-2016:  Jenlai (1º)
- 2016-2017:  Inter Escaldes (1º)
- 2017-2018:  Ordino (2º)
- 2018-2019:  Atlètic Escaldes (2º)
- 2019-2020:  Penya Encarnada (2º)
- 2020-2021:  Ordino (3º)
- 2021-2022:  Penya Encarnada (3º)
- 2022-2023:  Pas de la Casa (1º)
- 2023-2024:  FS La Massana (1º)
- 2024-2025:  Carroi (1º)